# 코랄리 발미
코랄리 발미(프랑스어: Coralie Balmy, 1987년 6월 8일 ~ )는 마르티니크 태생의 프랑스 수영 선수이다. 2012년 런던 올림픽에서 동메달을 수상했다.

## 같이 보기
- 수영 자유형 200m 세계 기록 추이